# 托尼·伯恩
托尼·伯恩（英語：Tony Byrne，1930年7月6日—2013年4月27日），爱尔兰男子拳击运动员。他曾代表爱尔兰参加1956年夏季奥林匹克运动会拳击比赛，获得男子60公斤级铜牌。他于1962年移民至加拿大。